# Liste der Kulturdenkmale in Frankenhain (Frohburg)
In der Liste der Kulturdenkmale in Frankenhain sind die Kulturdenkmale des Frohburger Ortsteils Frankenhain verzeichnet, die bis Mai 2024 vom Landesamt für Denkmalpflege Sachsen erfasst wurden (ohne archäologische Kulturdenkmale). Die Anmerkungen sind zu beachten.
Diese Aufzählung ist eine Teilmenge der Liste der Kulturdenkmale in Frohburg.

## Frankenhain
| Bild                                    | Bezeichnung | Lage                        | Datierung | Beschreibung | ID       |
| --------------------------------------- | --- | --------------------------- | --- | --- | -------- |
| Direkt Bild zu diesem Denkmal hochladen | Wohnhaus und zwei Seitengebäude (eines mit Oberlaube) eines ehemaligen Vierseithofes                                                  | Am Strieglerberg 4 (Karte)  | 1694 Dendro (Seitengebäude); bezeichnet mit 1741 (Bauernhaus) | Bau- und wirtschaftsgeschichtlich von Bedeutung, Fachwerkbauten, straßenseitiges Stallgebäude mit vorkragender Oberlaube (Seltenheitswert), älteste erhaltene Hofanlage des Ortes, reicher Fachwerk-Giebel zur Geithainer Straße. - Wohnhaus: mit Schlussstein bezeichnet mit 1741, mit Fachwerk-Obergeschoss, am Wohnhaus (durch Fenstereinbruch) Fachwerk zerstört - zwei Stallgebäude: mit Lehmausfachung und Porphyrtuffgewände Scheune abgebrochen. | 08971869 |
| Direkt Bild zu diesem Denkmal hochladen | Wohnstallhaus, Seitengebäude und straßenseitiges Stallgebäude eines ehemaligen Vierseithofes                                          | Am Strieglerberg 9 (Karte)  | Um 1830 | Bau- und wirtschaftsgeschichtlich von Bedeutung, alle Gebäude mit Fachwerk-Obergeschoss. Wohnstallhaus mit Porphyrtuffgewänden, Stallgebäude mit Fachwerk-Obergeschoss und straßenseitiges Stallgebäude mit Toreinfahrt (vermutlich ehemals Durchfahrt). Alle Gebäude mit Fachwerk-Obergeschoss. Scheune abgebrochen, Giebel des Wohnhauses massiv. | 08971870 |
| Direkt Bild zu diesem Denkmal hochladen | Wohnhaus und Seitengebäude eines Vierseithofes                                                                                        | Am Strieglerberg 18 (Karte) | 1798 | Bau- und wirtschaftsgeschichtlich von Bedeutung, Fachwerkbauten. Wohnhaus teilweise Fachwerk-Obergeschoss, Stall mit Durchfahrt (ehemals) und Fachwerk. | 08971871 |
| Weitere Bilder                          | Kirche mit Ausstattung, Kirchhof mit Einfriedungsmauer und mehreren Grabmalen sowie Denkmal für die Gefallenen des Ersten Weltkrieges | Hauptstraße (Karte)         | 13. Jahrhundert (Kirche); 1514 (Chor der Kirche); Anfang 15. Jahrhundert (Kreuzigungsgruppe); 15. Jahrhundert (Schrank); 1514 (Sakramentsnische); bezeichnet mit 1746 (Truhe) | Baugeschichtlich, ortsgeschichtlich und ortsbildprägend von Bedeutung, romanische Chorturmkirche mit gotischem Chor. Kirchhof mit frei stehendem barockem (1762) und frühklassizistischem Grabmal (Vase, 1779) sowie aufgestellte Grabplatte von Einsiedel (1735) an südlichem Gruftbau der Kirche. Grabplatte (bezeichnet mit 1514) mit Abendmahlkelch an südlicher Friedhofsmauer.                                                                     | 08971873 |
|                                         | Transformatorenhaus | Hauptstraße 5 (vor) (Karte) | Um 1925 | Pagodentyp, Zeugnis der Entwicklung der Energieversorgung in der Region, technikgeschichtlich von Bedeutung. Putzbau mit Klinkergliederung. | 09305257 |
| Direkt Bild zu diesem Denkmal hochladen | Wohnstallhaus eines Bauernhofes | Hauptstraße 28 (Karte)      | Um 1800 | Baugeschichtlich von Bedeutung, ortsbildprägender Fachwerkbau mit Fachwerk-Obergeschoss und erhaltenen Porphyrtuffgewänden mit Schlussstein | 08971877 |
|                                         | Oberfrankenhainer Schule | Hauptstraße 29 (Karte)      | Um 1912 | Orts- und baugeschichtlich von Bedeutung, mit Elementen des Heimat- und Landhausstiles. Schönes Portal, Mansarddach, ovale Fenster, seitlicher Anbau (Zweifelsfall). | 08971876 |
| Direkt Bild zu diesem Denkmal hochladen | Wohnstallhaus, Scheune und Seitengebäude eines Vierseithofes                                                                          | Hauptstraße 32 (Karte)      | 1. Hälfte 19. Jahrhundert (Wohnstallhaus); um 1900 (Scheune) | Fachwerkbauten, bau- und wirtschaftsgeschichtlich von Bedeutung. Erdgeschoss des Wohnhauses verändert, Stall mit Fachwerk-Obergeschoss und Lastenaufzug, Fachwerkscheune. | 08971875 |
| Direkt Bild zu diesem Denkmal hochladen | Pfarrhof mit Pfarrhaus, Seitengebäude und Scheune sowie Einfriedungsmauer mit Toreinfahrt                                             | Hauptstraße 33 (Karte)      | 1726 | Bau- und ortsgeschichtlich von Bedeutung, Fachwerkbauten, das Stallgebäude mit seltener Oberlaube. - Pfarrhaus: mit Fachwerk-Obergeschoss und Vorbau (neu verputzt, aber offenbar schon 19. Jahrhundert), Streben aufgeblattet, 2005 teilsaniert - Stallgebäude: mit Durchfahrt und Oberlaube - Fachwerk-Scheune | 08971874 |
| Direkt Bild zu diesem Denkmal hochladen | Wohnhaus und zwei Seitengebäude eines Vierseithofes                                                                                   | Hauptstraße 54 (Karte)      | Um 1700 (Wohnhaus); bezeichnet mit 1824 (Seitengebäude) | Bau- und wirtschaftsgeschichtlich von Bedeutung, Fachwerkbauten, altertümliche Kopfstreben und geschweifte Andreaskreuze als Schmuckform am Wohnhaus. Mit Fachwerk-Obergeschoss (geschweiftarmige Andreaskreuze als Schmuckform), Stall/Auszugshaus mit Feuertür, Giebel verschindelt. | 08971878 |
| Direkt Bild zu diesem Denkmal hochladen | Seitengebäude eines Bauernhofes | Hauptstraße 56 (Karte)      | Um 1900 | Bau- und wirtschaftsgeschichtlich von Bedeutung, interessanter Fachwerkbau der Zeit um 1900. - Stallgebäude: mit Fachwerk-Obergeschoss, mit Lastenaufzug um 1900 - Wohnhaus: Erdgeschoss verändert, kein Denkmal | 08971879 |
| Direkt Bild zu diesem Denkmal hochladen | Seitengebäude eines Bauernhofes | Hauptstraße 64 (Karte)      | 18. Jahrhundert | Baugeschichtlich von Bedeutung, Fachwerkbau mit Andreaskreuzen im Fachwerk. Erdgeschoss verändert (Zweifelsfall). | 08971881 |
| Direkt Bild zu diesem Denkmal hochladen | Wohnstallhaus (vermutlich Auszüglerhaus) eines Dreiseithofes                                                                          | Hauptstraße 66 (Karte)      | Um 1860 | Bau- und sozialgeschichtlich von Bedeutung, mit Fachwerk-Obergeschoss zum Hof und repräsentativer Giebelgestaltung zur Straße. Giebel mit Halbrundfenster, Serliana. | 08971882 |
| Direkt Bild zu diesem Denkmal hochladen | Wohnstallhaus eines Dreiseithofes | Hauptstraße 68 (Karte)      | Um 1860 | Bau-, wirtschafts- und sozialgeschichtlich von Bedeutung, gründerzeitlicher Putzbau mit Kumthalle auf gusseisernen Säulen, Giebel mit Drillingsfenster und repräsentativer Putzgliederung. Giebel mit Serliana und Ochsenauge, Klappläden erhalten. | 08971883 |
| Direkt Bild zu diesem Denkmal hochladen | Seitengebäude eines ehemaligen Vierseithofes                                                                                          | Hauptstraße 72, 74 (Karte)  | 19. Jahrhundert | Bau- und wirtschaftsgeschichtlich von Bedeutung, Fachwerkbau. straßenseitiges Wirtschaftsgebäude mit Fachwerk-Obergeschoss. Altes Wohnhaus, Erdgeschoss verändert, Wohnstallhaus (Nummer 72, vermutlich Auszüglerhaus, erbaut um 1800) vor 2008 zur Hälfte neugebaut, daher als Abbruch verzeichnet. | 08971884 |
| Direkt Bild zu diesem Denkmal hochladen | Wohnstallhaus eines Bauernhofes | Hauptstraße 79 (Karte)      | Um 1880 | Baugeschichtlich von Bedeutung, Fachwerkbau mit mehrfarbigem Schiefergiebel und Fachwerk-Obergeschoss | 08971885 |
| Direkt Bild zu diesem Denkmal hochladen | Scheune, zwei Seitengebäude und Vorgarteneinfriedung eines Vierseithofes                                                              | Uetzer Straße 13 (Karte)    | 1. Hälfte 19. Jahrhundert (Seitengebäude); Mitte 19. Jahrhundert (Scheune) | Bau- und wirtschaftsgeschichtlich von Bedeutung, Fachwerkbauten. Fachwerk-Scheune, straßenseitiges Stallgebäude mit Fachwerk-Obergeschoss und Porphyrtuffgewänden, neben dem Wohnhaus kleines Stallgebäude mit Fachwerk-Obergeschoss, eiserne Vorgarteneinfriedung des späten 19. Jahrhunderts. | 08971872 |

## Ehemaliges Denkmal
| Bild                                    | Bezeichnung                       | Lage                   | Datierung       | Beschreibung | ID       |
| --------------------------------------- | --------------------------------- | ---------------------- | --------------- | --- | -------- |
| Direkt Bild zu diesem Denkmal hochladen | Wohnstallhaus eines Vierseithofes | Hauptstraße 58 (Karte) | 18. Jahrhundert | Sozialgeschichtlich von Bedeutung, Fachwerkbau mit Fachwerk-Obergeschoss und Porphyrtuffgewänden, ungewöhnlich breiter Dachüberstand. Zwischen 2016 und 2018 abgerissen. | 08971880 |

## Tabellenlegende
- Bild: Bild des Kulturdenkmals, ggf. zusätzlich mit einem Link zu weiteren Fotos des Kulturdenkmals im Medienarchiv Wikimedia Commons. Wenn man auf das Kamerasymbol klickt, können Fotos zu Kulturdenkmalen aus dieser Liste hochgeladen werden:
- Bezeichnung: Denkmalgeschützte Objekte und ggf. Bauwerksname des Kulturdenkmals
- Lage: Straßenname und Hausnummer oder Flurstücknummer des Kulturdenkmals. Die Grundsortierung der Liste erfolgt nach dieser Adresse. Der Link (Karte) führt zu verschiedenen Kartendiensten mit der Position des Kulturdenkmals. Fehlt dieser Link, wurden die Koordinaten noch nicht eingetragen. Sind diese bekannt, können sie über ein Tool mit einer Kartenansicht einfach nachgetragen werden. In dieser Kartenansicht sind Kulturdenkmale ohne Koordinaten mit einem roten bzw. orangen Marker dargestellt und können durch Verschieben auf die richtige Position in der Karte mit Koordinaten versehen werden. Kulturdenkmale ohne Bild sind an einem blauen bzw. roten Marker erkennbar.
- Datierung: Baubeginn, Fertigstellung, Datum der Erstnennung oder grobe zeitliche Einordnung entsprechend des Eintrags in der sächsischen Denkmaldatenbank
- Beschreibung: Kurzcharakteristik des Kulturdenkmals entsprechend des Eintrags in der sächsischen Denkmaldatenbank, ggf. ergänzt durch die dort nur selten veröffentlichten Erfassungstexte oder zusätzliche Informationen
- ID: Vom Landesamt für Denkmalpflege Sachsen vergebene, das Kulturdenkmal eindeutig identifizierende Objekt-Nummer. Der Link führt zum PDF-Denkmaldokument des Landesamtes für Denkmalpflege Sachsen. Bei ehemaligen Kulturdenkmalen können die Objektnummern unbekannt sein und deshalb fehlen bzw. die Links von aus der Datenbank entfernten Objektnummern ins Leere führen. Ein ggf. vorhandenes Icon  führt zu den Angaben des Kulturdenkmals bei Wikidata.